# Midtown Madness (computerspelserie)
Midtown Madness is een serie van computerspellen, waarin men kan racen in diverse grote steden over de hele wereld. De spellen worden gepubliceerd door Microsoft Game Studios. In tegenstelling tot veel andere computerspellen is het in Midtown Madness ook mogelijk je eigen weg te kiezen door de stad. De steden in de spellen zijn vaak groot opgezet zodat er veel ruimte is om vrij rond te rijden.

## Serie
Er zijn in deze serie drie spellen verschenen:
| Jaar | Titel             | Platform | Spelwereld                |
| ---- | ----------------- | -------- | ------------------------- |
| 1999 | Midtown Madness   | Windows  | Chicago                   |
| 2000 | Midtown Madness 2 | Windows  | Londen en San Francisco   |
| 2004 | Midtown Madness 3 | Xbox     | Parijs en Washington D.C. |

De eerste twee delen werden geproduceerd door Angel Studios (tegenwoordig Rockstar San Diego) en werden uitgegeven voor Windows-computers. Het derde deel werd geproduceerd door Digital Illusions CE (bekend van Battlefield 1942) voor de Xbox.